# Jan-Marco Luczak

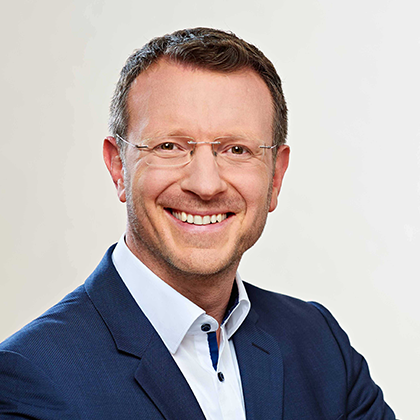
Jan-Marco Luczak

Jan-Marco Luczak (* 2. Oktober 1975 in West-Berlin) ist ein deutscher Politiker (CDU) und Rechtsanwalt. Er ist seit 2009 Mitglied des Deutschen Bundestages und seit Mai 2019 Landesschatzmeister der CDU Berlin. Seit dem 13. November 2021 ist er zudem Kreisvorsitzender der CDU Tempelhof-Schöneberg.

## Leben und Beruf
Jan-Marco Luczak wurde 1975 in Berlin-Lichtenrade geboren und wuchs dort auf. Im selben Ortsteil besuchte er das Ulrich-von-Hutten-Gymnasium, das er 1995 mit dem Abitur abschloss. Im Anschluss leistete er seinen Grundwehrdienst im Jägerbataillon 581 in Berlin-Kladow ab. Luczak ist Unteroffizier der Reserve.
Danach begann er ein Studium der Rechtswissenschaften an der Freien Universität Berlin. Im Referendariat arbeitete Luczak in einer international ausgerichteten Rechtsanwaltssozietät und wurde zudem von der Graduiertenförderung der Konrad-Adenauer-Stiftung aufgenommen.
Seine Promotion zum Dr. jur. an der Ludwig-Maximilians-Universität München wurde vom ehemaligen Bundesverteidigungsminister Rupert Scholz betreut. Die Dissertation von 2009 mit dem Titel Die Europäische Wirtschaftsverfassung als Legitimationselement europäischer Integration widmet sich Fragen des europäischen Wirtschaftsverfassungsrechts.
Seit dem Zweiten Staatsexamen 2008 arbeitet er als Rechtsanwalt bei Hengeler Mueller in Berlin.
Luczak ist ledig, lebt in Berlin-Lichtenrade und ist seit Januar 2021 Vater einer Tochter.

## Politik

### Parteipolitik (seit 1998)
Jan-Marco Luczak trat 1998 in die CDU ein und engagierte sich auch für die Junge Union. Nach einer Amtszeit als Schatzmeister war er von 2003 bis 2006 als Nachfolger von Christian Zander Vorsitzender des Berliner Kreisverbands der Jungen Union Tempelhof-Schöneberg.
Bei den Wahlen zum Abgeordnetenhaus von Berlin im September 2006 trat Luczak für die CDU als Direktkandidat im Wahlkreis Tempelhof-Schöneberg 4 an, unterlag jedoch dem damaligen SPD-Fraktionsvorsitzenden Michael Müller.
Seit 2006 ist er Vorsitzender des CDU-Ortsverbandes Lichtenrade. Von 2007 bis 2021 war er stellvertretender Vorsitzender des CDU-Kreisverbandes Tempelhof-Schöneberg. Als Nachfolger von Florian Graf wurde Luczak schließlich am 13. November 2021 zum Kreisvorsitzenden gewählt.
Seit dem 18. Mai 2019 ist Luczak Landesschatzmeister der CDU Berlin und seit August 2021 Mitglied des Arbeitskreises Lesben und Schwule in der Union.
Zudem ist er seit Jahren Delegierter auf Kreis-, Landes- und Bundesebene.

### Deutscher Bundestag (seit 2009)

#### 17. Legislaturperiode (2009–2013)
2009 wurde Luczak erstmals durch den CDU-Kreisverband Tempelhof-Schöneberg als Kandidat für den Deutschen Bundestag aufgestellt. Bei der Bundestagswahl am 27. September 2009 konnte Luczak mit 32,4 % (54.925) der Erststimmen den Wahlkreis Tempelhof-Schöneberg nach 15 Jahren wieder für die CDU direkt gewinnen.
Er erreichte einen Abstand von 6,1 % (rund 10.500 Stimmen) zur zweitplatzierten Renate Künast (Bündnis 90/Die Grünen). Mit dem gewonnenen Mandat löste er Mechthild Rawert (SPD) als bisherige Wahlkreisabgeordnete ab, die 22,6 % der Stimmen erzielte.
Luczak war ordentliches Mitglied im Ausschuss für Recht und Verbraucherschutz sowie im Unterausschuss Europarecht. Zudem war er stellvertretendes Mitglied des Innenausschusses.

#### 18. Legislaturperiode (2013–2017)
Bei der Bundestagswahl am 22. September 2013 gewann Jan-Marco Luczak den Wahlkreis erneut direkt, diesmal mit 35 % (60.926) der Erststimmen. Er erreichte einem Vorsprung von 8,8 % zur zweitplatzierten Kandidatin der SPD, Mechthild Rawert, sowie 14,6 % vor der Berliner Spitzenkandidatin Renate Künast (Bündnis 90/Die Grünen).
In der neuen Legislaturperiode wurde Luczak erneut ordentliches Mitglied im Ausschuss für Recht und Verbraucherschutz und wurde zunächst zum stellvertretenden Vorsitzenden des Ausschusses gewählt, womit er zufällig Vertreter von Renate Künast wurde. Im Verlauf der Wahlperiode übernahm er die Position des Obmanns.
Außerdem war er erneut ordentliches Mitglied im Unterausschuss Europarecht. Zusätzlich gehörte er dem Wahlausschuss an, der die Hälfte der künftigen Richter des Bundesverfassungsgerichts zu wählen hat. Darüber blieb er stellvertretendes Mitglied im Innen- sowie im Ausschuss für Umwelt, Naturschutz, Bau und Reaktorsicherheit.
Zudem gehörte er dem Fraktionsvorstand von CDU/CSU an.

#### 19. Legislaturperiode (2017–2021)

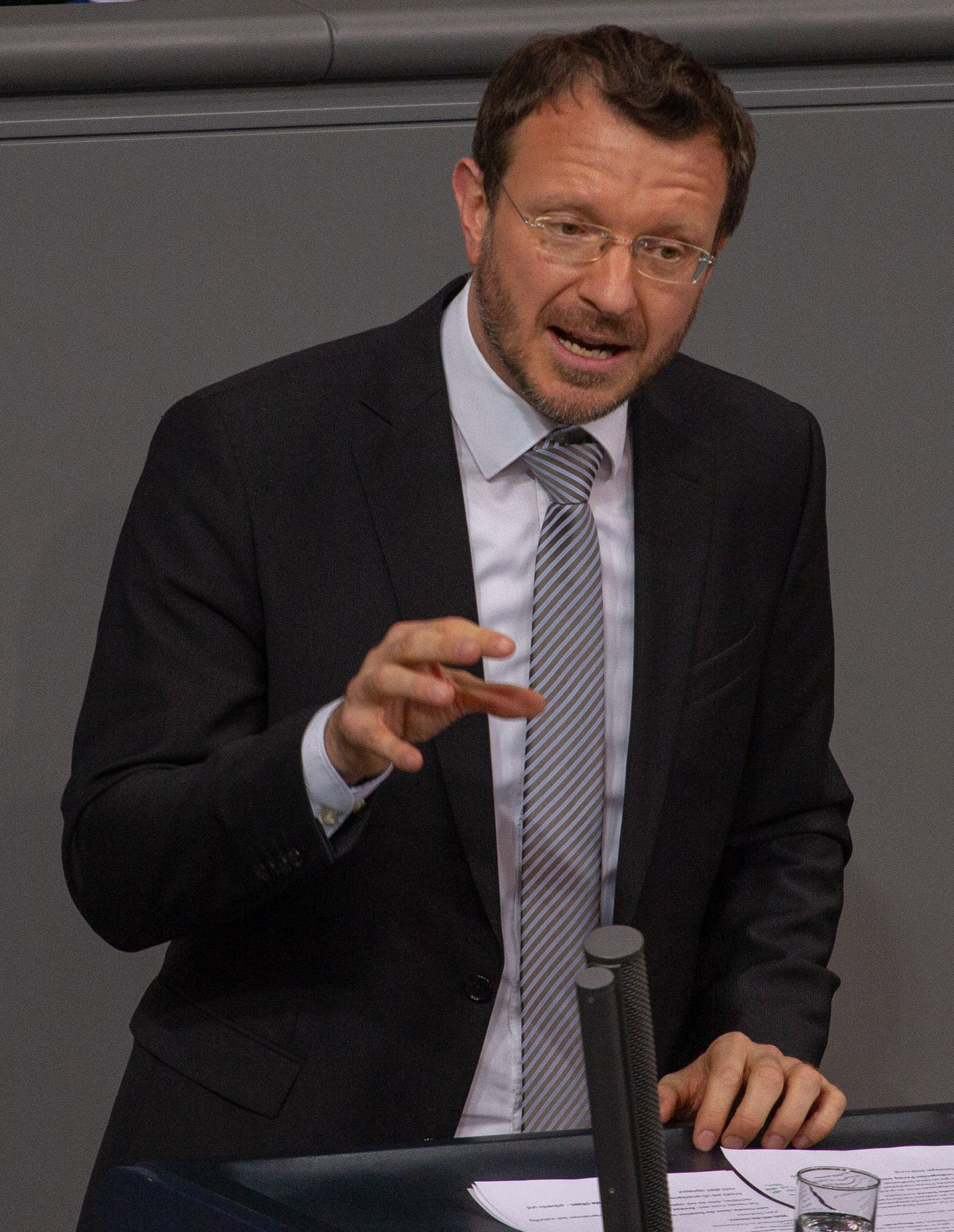
Luczak im Bundestag 2019

Zur Bundestagswahl am 22. September 2017 wurde Luczak erneut im Wahlkreis Berlin-Tempelhof – Schöneberg aufgestellt. Zum dritten Mal sicherte er sich, erneut gegen Renate Künast und Mechthild Rawert, das Direktmandat.
Auch in der aktuellen Legislaturperiode wurde er als Obmann in den Ausschuss für Recht und Verbraucherschutz gewählt, dem er als ordentliches Mitglied angehörte. Als stellvertretendes Mitglied gehörte er zudem erneut dem Innenausschuss sowie dem Unterausschuss Europarecht an. Zusätzlich wurde er stellvertretendes Mitglied im Ausschuss für Bau, Wohnen, Stadtentwicklung und Kommunen.
Luczak wurde erneut Mitglied des Fraktionsvorstands sowie stellvertretender rechtspolitischer Sprecher der CDU/CSU-Bundestagsfraktion. Später übernahm er die Position des rechtspolitischen Sprechers seiner Fraktion.
Anfang 2018 war er für die CDU/CSU Teilnehmer an den Koalitionsverhandlungen, bei denen er in der Arbeitsgruppe „Wohnungsbau, Mieten, Stadtentwicklung“ als Gegenüber des Regierenden Bürgermeisters von Berlin, Michael Müller, wirkte.
Seit dem 23. April 2018 bis zum 10. November 2021 war Luczak, als Nachfolger von Monika Grütters, Vorsitzender der Berliner Landesgruppe der CDU/CSU-Bundestagsfraktion. Nach der Bundestagswahl 2025 wurde er erneut Vorsitzender der Berliner CDU Landesgruppe.

#### 20. Legislaturperiode (2021–2025)
Am 26. September 2020 wurde Luczak für die Bundestagswahl 2021 erneut als Direktkandidat für den Berlin-Tempelhof – Schöneberg aufgestellt.
In seinem Wahlkreis erreichte er mit 21,9 % der Erststimmen nach Kevin Kühnert (SPD) und Renate Künast (Grüne) lediglich Platz drei und verlor das Direktmandat. Abgesichert über die Landesliste, zog Luczak dennoch in den 20. Deutschen Bundestag ein.
Das Amt des Landesgruppenvorsitzes gab er am 10. November 2021 an Thomas Heilmann ab.
Luczak war ordentliches Mitglied im Ausschuss für Wohnen, Stadtentwicklung, Bauwesen und Kommunen und ab Dezember 2021 baupolitischer Sprecher der CDU/CSU-Bundestagsfraktion. Zudem war er stellvertretendes Mitglied im Rechtsausschuss.
Bei der teilweisen Wiederholungswahl zum Deutschen Bundestag am 11. Februar 2024 erreichte er 22,4 % und landete erneut hinter Kühnert und Künast.

#### 21. Legislaturperiode (seit 2025)
Bei der Bundestagswahl 2025 am 23. Februar 2025 verfehlte er um 66 Stimmen das Direktmandat, zog aber über die Landesliste erneut in den Bundestag ein. Seit dem 13. Mai 2025 ist er erneut Vorsitzender der CDU Landesgruppe Berlin.
Im 21. Deutschen Bundestag ist er ordentliches Mitglied im Ausschuss für Wohnen, Stadtentwicklung, Bauwesen und Kommunen. Er ist stellvertretendes Mitglied im Innenausschuss, im Wahlausschuss sowie im Ausschuss für Recht und Verbraucherschutz.

#### Politische Schwerpunkte
Als Mietrechtsexperte der CDU/CSU-Bundestagsfraktion begleitete er den Gesetzgebungsprozess der Mietpreisbremse mit.
Dabei setzte er sich dafür ein, Neubauten von der Mietpreisbremse auszunehmen. Luczak bewertet den Bau von neuen Wohnungen als das beste Mittel im Kampf gegen steigende Mieten.
In der Rechtspolitik engagiert sich Luczak für die Einheit der Anwaltschaft. Als zuständiger Berichterstatter für das Gesetz über den Status von Syndikusanwälten setzt er sich dafür ein, dass die Ausübung der anwaltlichen Tätigkeit durch Unternehmensanwälte genauso wie bei selbständigen Rechtsanwälten anerkannt wird. Dadurch können sich Unternehmensanwälte weiterhin in ihrem Versorgungswerk absichern.
Luczak unterstützt seit Jahren die Gleichstellung homosexueller Paare. Den damaligen Bundesfinanzminister Wolfgang Schäuble forderte er 2012 in einem Brief auf, die steuerliche Benachteiligung eingetragener Lebenspartnerschaften beim Ehegattensplitting aufzuheben. Luczak ist Befürworter einer Öffnung der Ehe für gleichgeschlechtliche Paare. Er zählte zu den 75 Unionsabgeordneten, die Ende Juni 2017 für die Gleichgeschlechtliche Ehe gestimmt haben. Im April 2024 war er der einzige Unionsabgeordnete, der sich in der namentlichen Abstimmung zum Gesetz über die Selbstbestimmung in Bezug auf den Geschlechtseintrag der Stimme enthielt.
Er ist Mitglied der LSU und des Kuratoriums der Bundesstiftung Magnus Hirschfeld.
Außerdem gehört Luczak dem Hörfunkrat des Deutschlandradios an und ist stellvertretendes Mitglied im Beirat der Bundesnetzagentur. Im November 2020 wandte er sich gegen eine Gesetzesinitiative des Koalitionspartners SPD, die Mindest-Laufzeit von Mobilfunkverträgen zu begrenzen.

#### Gesellschaftliches Engagement
In der 2010 entbrannten Debatte um veränderte Flugrouten für den noch im Bau befindlichen Flughafen Berlin-Brandenburg (BER), engagierte sich Jan-Marco Luczak zusammen mit Bürgerinitiativen gegen die neue Routenführung, bei der Südberlin und angrenzende Brandenburger Gemeinden, entgegen jahrelanger Aussagen, überflogen würden.
Als langjähriges Mitglied der Bürgerinitiative Dresdner Bahn unterstützt Luczak eine Tunnellösung im Bereich des Lichtenrader Streckenabschnitts. Hierfür hat er, neben Gesprächen mit den verantwortlichen Entscheidungsträgern des Landes Berlin, des Bundes sowie der Deutschen Bahn, unter anderem eine gemeinsame Forderung der ostdeutschen CDU-Landesgruppen im Deutschen Bundestag organisiert.

## Mitgliedschaften
- Deutsch-Französische Parlamentariergruppe
- Deutsch-Polnische Parlamentariergruppe
- Parlamentariergruppe USA
- Deutsche Parlamentarische Gesellschaft
- Ernst-Reuter-Gesellschaft der Freunde, Förderer und Ehemaligen der FUB e. V.
- Europa-Union Parlamentariergruppe Deutscher Bundestag
- Kuratoriumsmitglied der Bundesstiftung Magnus Hirschfeld
- Berliner Ratschlag für Demokratie
- Lesben und Schwule in der Union (LSU)